# Hydroporus aurora
Hydroporus aurora is een keversoort uit de familie waterroofkevers (Dytiscidae). De wetenschappelijke naam van de soort is voor het eerst geldig gepubliceerd in 2000 door Larson & Roughley.